# Belio
Elio Bozzola (Galliate, 8 marzo 1942 – Novara, 25 giugno 2020) è stato un pittore e grafico italiano.

## Biografia

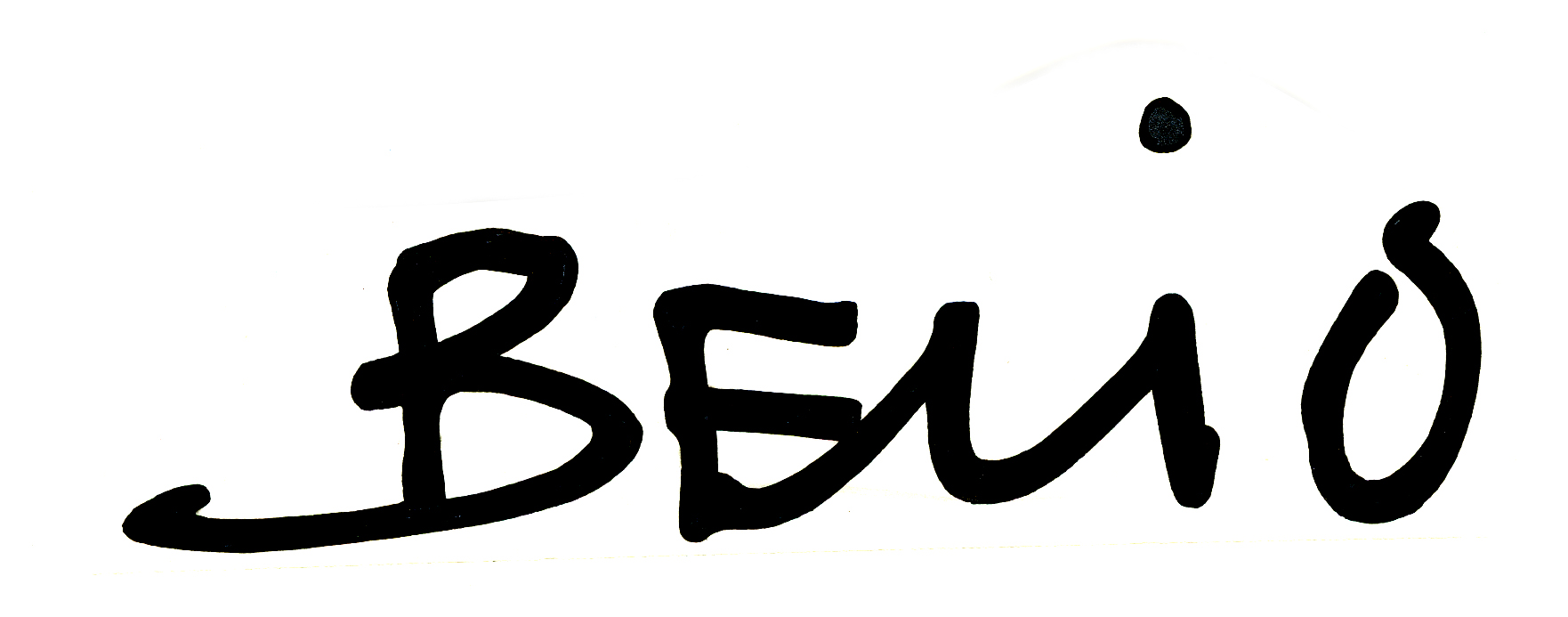
Firma di Belio

Dopo il diploma presso il Liceo Artistico di Brera, Belio lavora presso lo studio grafico Lucini di Novara, che lascia per dedicarsi all'insegnamento nei vari ordini di scuola, Secondaria di primo grado, Liceo artistico e Accademia. Contemporaneamente avvia la ricerca pittorica e comincia a esporre. Nel 1969 ha luogo la sua prima mostra personale alla Galleria-Libreria Il Torchio di Torino. Alla fine degli anni '60, l'ecologia e la tutela della pace nel mondo sono al centro delle ricerche di Belio. In questo contesto culturale nascono le opere Isolamento, Protesta, Prove di pace, che comprendono disegni a china e lavori eseguiti con la tecnica del ducotone e collage su tela, del nitro su formica. 
Negli anni Settanta la tematica ambientale ritorna con le opere Ingrandire/Inquinare, che richiamano l'attenzione sulle deturpazioni subite dall'ambiente. Belio sperimenta l'utilizzo dell'acrilico su tela e su carta, materiale che rimarrà predominante nella sua produzione futura, accanto all'acquarello.
Nel 1977 partecipa al dibattito sull'istituzione del parco del Ticino, per il quale disegnerà il logo. Negli stessi anni Belio ricerca nuove forme espressive nel campo dell'incisione con la tecnica della linoleumgrafia con la quale realizza alcune serie, segnalate dal critico Mario Perazzi per il Catalogo Bolaffi della grafica italiana. L'esperienza della paternità si esprime in una serie di tele in acrilico e di linoleumgrafie sul tema Bambini al mare.
Negli anni Ottanta allestisce numerose mostre personali e partecipa all'Expo-arte di Bari (1983). 
A partire dal 1988 inizia la collaborazione, mai interrotta, con le associazioni locali, il Gruppo Dialettale, la Pro Loco, il Gruppo Archeologico e continua la collaborazione con il Parco Naturale della valle del Ticino.
Nel 1990 espone alla mostra collettiva Proposte IV, a cura di Angelo Mistrangelo, Francesco Poli e Marco Rosci, nel Palazzo della Regione Piemonte a Torino, una serie antologica di dodici acrilici.
Negli stessi anni realizza alcune opere ispirate al testo di Italo Calvino, Palomar in cui individua elementi di poetica affini alla propria.
Dopo la morte di Sebastiano Vassalli, suo collega negli anni giovanili, Belio realizza quaranta tele dedicate al paesaggio de La Chimera, premio Strega (1990). L'amore per il paesaggio delle risaie tra la Pianura Padana e il Monte Rosa è fondamentale per entrambi. Le tele sono state esposte nella primavera del 2019 presso il complesso monumentale del Broletto di Novara e nella mostra postuma del febbraio 2022, presso il castello di Casale, in collaborazione con Paola Todeschino, moglie di Sebastiano Vassalli.

## Mostre
Di seguito l'elenco delle mostre personali, partecipazioni collettive e premi significativi:
- 1969 Personale, Galleria-libreria Il Torchio, Torino - Collettiva, VIII premio internazionale di disegno (bianco e nero) Joan Mirò, Barcellona
- 1970 Collettiva, IX premio internazionale di disegno, Art Center, Miami - Rassegna di grafica Immagini del nostro tempo, Milano, III premio della giuria
- 1971 Collettiva, V Premio nazionale di disegno, Torre Pellice, Torino, III premio della giuria - Collettiva X Premio internazionale di disegno (bianco-nero) Joan Mirò, Barcellona - 3ª Biennale Internazionale del Deporte en la bellas artes, Barcellona
- 1972 Collettiva XI Premio internazionale di disegno (bianco-nero) Joan Mirò, Barcellona1978 personale, centro culturale d'arte La canonica, Novara
- 1978 Personale, Centro Culturale d'Arte La Canonica, Novara
- 1981 Personale, Galleria d'arte La Cruna, Novara
- 1982 Personale, Galleria d'arte Mazzini, Genova
- 1983 Personale, Galleria Spriano, Omegna (VCO) - Expò Arte, Bari (Spriano)
- 1986 Personale alla Galleria d'Arte Ciovasso, Milano
- 1992 Rassegna d'arte, Villa Bernocchi, Premeno (NO) - Collettiva, antico palazzotto comunale, Orta San Giulio (NO) - 3ª mostra nazionale di pittura Civiltà contadina, valori e memoria, Tornaco (NO), I premio della giuria
- 1993 Personale alla Galleria Il Rivellino, Ferrara
- 1994 Personale Omaggio a Italo Calvino, Castelletto sopra Ticino, Novara - Personale Terra, acqua, cielo, Parco Naturale della valle del Ticino, Bellinzago (NO)
- 1998 e 1999 Personale Theleton Aisla, BNL, Novara
- 2001 Belio - Udino Desuò Superfici profonde, Centro Culturale La Riseria, Novara - Collettiva Provinciarte: lo spirito del Novecento, Assessorato provinciale alla cultura di Novara, Palazzina del teatro comunale, Oleggio (NO)
- 2003 Personale Del tempo e di altre cose, centro culturale d'arte La Canonica, Novara
- 2007 Collettiva Dialogo tra città, auditorium di santa Chiara, Vercelli
- 2009 Personale Terra, acqua, cielo, Villa Picchetta, Cameri (NO)
- 2011 Antologica, Castello Visconteo-Sforzesco, Galliate (NO)
- 2012 Collettiva NaturAgricoltura, a cura di Enzo De Paoli, Museo Regionale di scienze naturali, Torino
- 2014 Collettiva Il colore, la materia, il progetto Belio - Desuò - Greco, Ca' di rat, Gravellona Lomellina (PV)
- 2015 Collettiva 110 artisti raccontano l'Italia, Palazzina Liberty, Milano
- 2016 Personale Terra, acqua, cielo, a cura di Emiliana Mongiat, Complesso monumentale del Broletto, Sala dell'Accademia, Novara - Collettiva Arte fra natura e mito, Cappella Mellerio, Domodossola (VB)
- 2017 Collettiva Arte e Mito, serra di Villa Caccia, Romagnano Sesia (NO) - Personale Nel quadrante verde, le forme e i colori del silenzio, a cura di Emiliana Mongiat, Cappella nuova, Sacro Monte d'Orta San Giulio, Novara
- 2019 Personale Il paesaggio de La Chimera, a cura di Emiliana Mongiat, complesso monumentale del Broletto, Sala dell'Accademia, Novara - Collettiva Arte del Piemonte Orientale, 12 artisti, Sala Mostre della Regione Piemonte, Torino
- 2022 Personale Il paesaggio de La Chimera, Castello dei Paleologi, Salone Marescalchi, Casale Monferrato